# Asco (rzeka)
Asco – rzeka we Francji, przepływająca przez teren departamentu Górna Korsyka, o długości 34,1 km. Stanowi dopływ rzeki Golo.